# USS Paul Hamilton (DD-590)
USS Paul Hamilton (DD-590) là một tàu khu trục lớp Fletcher được Hải quân Hoa Kỳ chế tạo trong Chiến tranh Thế giới thứ hai. Nó là chiếc tàu chiến thứ hai của Hải quân Mỹ được đặt theo tên Paul Hamilton (1762-1819), nguyên Bộ trưởng Hải quân. Nó hoạt động cho đến hết Thế Chiến II, được cho xuất biên chế năm 1945, và bị bán để tháo dỡ năm 1970. Paul Hamilton được tặng thưởng bảy Ngôi sao Chiến trận do thành tích phục vụ trong Thế Chiến II.

## Thiết kế và chế tạo
Paul Hamilton được đặt lườn tại Xưởng hải quân Charleston ở North Charleston, South Carolina vào ngày 20 tháng 1 năm 1943. Nó được hạ thủy vào ngày 7 tháng 4 năm 1943; được đỡ đầu bởi bà  William Dewar Gordon; và nhập biên chế vào ngày 25 tháng 10 năm 1943 dưới quyền chỉ huy của Hạm trưởng, Trung tá Hải quân Leo G. May.

## Lịch sử hoạt động
Sau chuyến đi chạy thử máy ngoài khơi Bermuda, Paul Hamilton phục vụ như một tàu khu trục huấn luyện trong vịnh Chesapeake, ngoài khơi Norfolk, Virginia từ ngày 8 tháng 1 đến ngày 19 tháng 4 năm 1944. Nó khởi hành từ Norfolk vào ngày 25 tháng 4, đi ngang qua Aruba, Tây Ấn và kênh đào Panama để đi sang quần đảo Hawaii, và đi đến Trân Châu Cảng vào ngày 21 tháng 5.
Từ ngày 13 tháng 6 đến ngày 12 tháng 8, Paul Hamilton nằm trong thành phần hộ tống bảo vệ cho một đội vận chuyển máy bay thay thế và nhiên liệu phục vụ cho Đệ Tam hạm đội trong cuộc đổ bộ lên Saipan vào ngày 15 tháng 6. Nó tháp tùng Lực lượng Đặc nhiệm 58 về phía Tây trong lúc diễn ra Trận chiến biển Philippine vào các ngày 19 và 20 tháng 6, rồi cùng các tàu sân bay hộ tống và tàu chở dầu hạm đội lên đường đi đảo Manus thuộc quần đảo Admiralty vào ngày 20 tháng 8.
Từ ngày 1 tháng 9 đến ngày 3 tháng 10, Paul Hamilton hoạt động như tàu hộ tống bảo vệ cho các đội vận chuyển máy bay thay thế và tiếp nhiên liệu phục vụ cho Đệ Tam hạm đội trong cuộc đổ bộ chiếm đóng khu vực phía Nam quần đảo Palau. Nó đảm nhiệm vai trò tương tự cho Đệ Tam hạm đội  từ ngày 4 tháng 10 đến ngày 15 tháng 11 trong các cuộc không kích lên Okinawa, Luzon, Đài Loan, quần đảo Visayas cũng như nhắm vào Hạm đội Liên hợp Nhật Bản trong trận Hải chiến vịnh Leyte.
Paul Hamilton đi từ Hollandia, New Guinea đến vịnh Leyte, Philippines, nơi nó tuần tra từ ngày 7 đến ngày 11 tháng 12 để bảo vệ tàu bè khỏi các cuộc tấn công mặt biển đối phương. Nó đã bảo vệ cho lực lượng tấn công vốn đã đổ bộ lên đảo Mindoro, Philippines vào ngày 15 tháng 12, bắn rơi ba máy bay đối phương trong ngày hôm đó. Từ ngày 27 tháng 12 đến ngày 2 tháng 1 năm 1945, nó bảo vệ cho các tàu tiếp liệu cho lực lượng Lục quân Hoa Kỳ tại Mindoro; và từ ngày 3 đến ngày 21 tháng 1, chiến tàu khu trục đã hỗ trự cho cuộc đổ bộ lên vịnh Lingayen, Philippines. Nó đã cứu vớt người 73 sống sót từ chiếc tàu sân bay hộ tống Ommaney Bay (CVE-79) vào ngày 4 tháng 1.
Sau khi được tiếp liệu tại Ulithi, phía Tây quần đảo Caroline, Paul Hamilton tham gia cuộc đổ bộ lên Iwo Jima, làm nhiệm vụ bắn phá bờ biển, bắn hỏa lực theo yêu cầu và giải cứu phi công từ ngày 10 tháng 2 đến ngày 11 tháng 3. Sau các hoạt động giải cứu phi công tại các quần đảoVolcano và Bonin, nó làm nhiệm vụ bắn hỏa lực hỗ trợ trong Trận Okinawa cho cuộc đổ bộ lên Kerama Retto vào ngày 26 tháng 3, rồi lần lượt lên Okinawa Jima, Tsuken Shima, Ie Shima, Iheya Shima và Aguni Shima từ ngày 21 tháng 3 đến ngày 17 tháng 6.
Vào ngày 17 tháng 6, Paul Hamilton rời Okinawa, đi ngang qua Guam, Eniwetok và Trân Châu Cảng, và quay về San Diego, California để đại tu, đến nơi vào ngày 8 tháng 7. Sau khi hoàn tất, con tàu được đưa về Hạm đội Dự bị Thái Bình Dương vào ngày 24 tháng 9 năm 1945, và bị bỏ không cho đến khi tên nó được cho rút khỏi danh sách Đăng bạ Hải quân vào ngày 1 tháng 5 năm 1968. Lườn tàu bị bán để tháo dỡ vào ngày 2 tháng 4 năm 1970.

## Phần thưởng
Paul Hamilton được tặng thưởng bảy Ngôi sao Chiến trận do thành tích phục vụ trong Thế Chiến II.